# Djanggawul Fossae
Le Djanggawul Fossae sono una struttura geologica della superficie di Plutone.